# Роберт Люккен
Роберт Люккен (нід. Robert Lücken, нар. 30 квітня 1985, Амстердам, Нідерланди) — нідерландський веслувальник, бронзовий призер Олімпійських ігор 2016 року, чемпіон світу.

## Виступи на Олімпіадах
| Олімпіада           | Дисципліна | Місце |
| ------------------- | ---------- | ----- |
| Ріо-де-Жанейро 2016 | вісімки    | 3     |